# Sergio Endrigo
Sergio Endrigo (Pola, 15 giugno 1933 – Roma, 7 settembre 2005) è stato un cantautore italiano.
Ha vinto il Festival di Sanremo 1968 con Canzone per te, è arrivato secondo nel 1969 con Lontano dagli occhi e terzo nel 1970 con L'arca di Noè; nel corso della sua carriera ha collaborato con scrittori e poeti come Gianni Rodari, Pier Paolo Pasolini, Vinícius de Moraes e Giuseppe Ungaretti e con musicisti come Toquinho e Luis Bacalov.

## Biografia

### Inizi
Nato a Pola nel 1933 dal pittore e scultore Romeo Endrigo (anche tenore autodidatta) e da Claudia Smareglia, trascorse l'infanzia in Istria. Nel febbraio 1947, a causa delle vicende seguenti alla fine della seconda guerra mondiale, e la conseguente cessione dell'Istria alla Jugoslavia, fu costretto ad abbandonare la città natale insieme alla madre (il padre era morto nel 1939) e a trasferirsi come profugo prima a Brindisi e poi a Venezia (vicende queste che anni dopo raccontò nella sua canzone intitolata 1947).

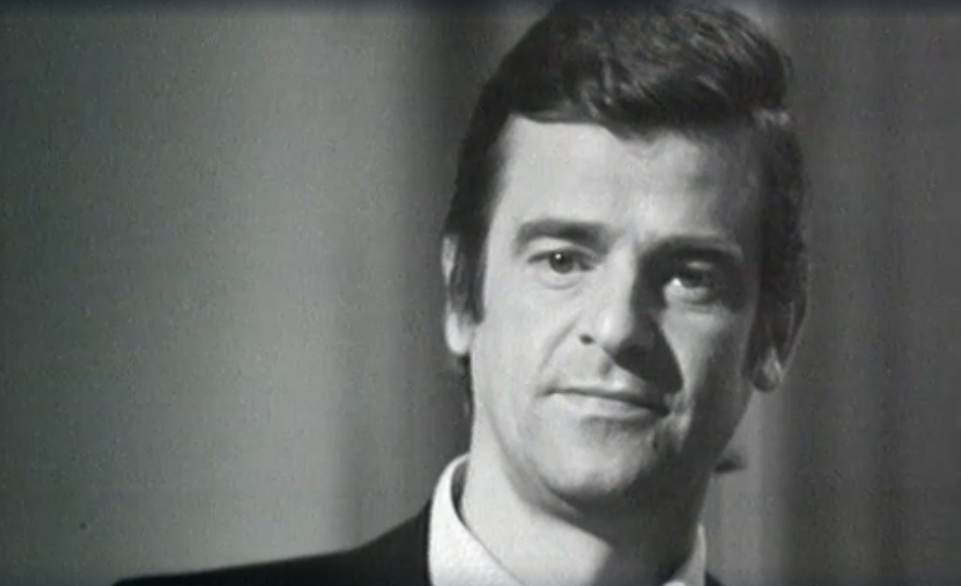
Sergio Endrigo concorrente a Canzonissima 1971

Per aiutare economicamente la madre, interruppe gli studi ginnasiali iniziando a lavorare (tra l'altro anche come facchino all'Hotel Excelsior e come fattorino alla Mostra del Cinema); incominciò in questo periodo anche a suonare la chitarra, e in breve tempo trovò un ingaggio come cantante e contrabbassista in varie orchestre, tra cui quella di Ruggero Oppi, fino a entrare nel complesso di Riccardo Rauchi, dove conobbe Riccardo Del Turco (che divenne suo cognato); fu appunto con quest'orchestra che avvenne il suo esordio discografico come cantante nel 1959, con un 45 giri extended play che includeva Non occupatemi il telefono e Ghiaccio bollente.
Con la formazione di Rauchi partecipò al primo Burlamacco d'oro nel 1959, presentando la canzone Notte, lunga notte, scritta da Franco Migliacci ed Enrico Polito, che in seguito venne anche incisa da Domenico Modugno; manifestazione che vinse a pari merito con Arturo Testa (in gara con Un'ora con te). Incise poi nello stesso anno per le Edizioni musicali Ariston, usando lo pseudonimo "Notarnicola", un disco con due successi della casa editrice, Arrivederci e Nuvola per due (scritti entrambi da Umberto Bindi per la musica e da Giorgio Calabrese per il testo).
Nel 1960, dopo aver superato il provino con il maestro Giampiero Boneschi, firmò un contratto come cantante con la Dischi Ricordi, che lo dirottò alla sottoetichetta Tavola Rotonda. Fu proprio Nanni Ricordi a spingerlo a scrivere qualche pezzo: la sua prima canzone fu Bolle di Sapone, cui seguirono I tuoi vent'anni, La brava gente e Chiedi al tuo cuore che, seppure scritte da Endrigo, furono firmate da Mariano Rapetti, il padre di Mogol, con lo pseudonimo "Calibi", e dal maestro Renato Angiolini con lo pseudonimo "Toang".
Nell'aprile 1961 partecipò con la canzone Gli innamorati sono sempre soli, scritta per lui da Gino Paoli, al Festival di Diano Marina.

### Primi successi
Nel 1962 abbandonò la Ricordi per la RCA, seguendo il suo produttore Nanni Ricordi, e fu proprio in quell'anno che venne pubblicata una delle sue canzoni più famose, la sua canzone firma, Io che amo solo te, canzone d'amore che nel corso degli anni conobbe svariate versioni (tra cui quelle di Mina, Ornella Vanoni, Marisa Sannia, Gino Paoli, Enzo Jannacci, Claudio Baglioni, Fiorella Mannoia, Rita Pavone, Chiara Civello insieme a Chico Buarque de Hollanda).
Nello stesso anno uscì il suo primo album da solista (ne aveva pubblicato uno nel 1959 con l'orchestra di Rauchi), intitolato semplicemente Sergio Endrigo, che comprendeva, oltre a Io che amo solo te, altri classici come Vecchia balera, La periferia, Il soldato di Napoleone (su testi di Pier Paolo Pasolini tratti dalla raccolta La meglio gioventù), Aria di neve, Via Broletto 34 (che narra di un femminicidio), Viva Maddalena, I tuoi vent'anni.
Nel 1963 sposò Maria Giulia Bartolocci detta Lula, diventando cognato di Riccardo Del Turco (che nello stesso periodo sposò la sorella di Lula, Donella); Endrigo e la moglie ebbero una figlia di nome Claudia nel 1965.
Nel 1964 pubblicò un secondo album dal titolo Endrigo, con altri classici come Se le cose stanno così, Annamaria, La rosa bianca (traduzione della parte centrale di una poesia tratta dalla raccolta Versos sencillos del poeta cubano José Martí e che diede vita alla celebre canzone Guantanamera), Era d'estate, La guerra.
Nel 1965 apparve nelle sale cinematografiche italiane ed europee con i film diretti e prodotti da Tullio Piacentini, Questi Pazzi Pazzi Italiani e 008 Operazione Ritmo all'interno del quale vi è anche una delle rarissime apparizioni cinematografiche del suo amico e collega Luigi Tenco.
Sempre nel 1965 lasciò la RCA per la Fonit Cetra; compose uno dei suoi brani più belli e famosi, Te lo leggo negli occhi (interpretato da Dino e da Giorgio Gaber e poi, trent'anni dopo, da Franco Battiato).
Su 45 giri pubblicò quell'anno due grandi successi: in estate Mani bucate e in autunno Teresa, brano che ebbe qualche guaio con la censura da parte della Rai per i contenuti del testo, dove si parlava di una relazione con una ragazza non più vergine, argomento all'epoca considerato piuttosto scabroso.

### Successi sanremesi
Esordì al Festival di Sanremo nel 1966 con Adesso sì, che in quello stesso anno venne incisa anche da un esordiente e sconosciuto Lucio Battisti nella raccolta Sanremo '66 della Dischi Ricordi.
Sempre nel 1966 uscì il terzo LP che si intitolava di nuovo Endrigo e comprendeva, oltre ad Adesso si, canzoni come Girotondo intorno al mondo, Teresa, Dimmi la verità, Mani bucate, La donna del Sud, di Bruno Lauzi, e La ballata dell'ex, sul tema della guerra partigiana e della fine della speranza che aveva alimentato la Resistenza a causa della continuità tra l'Italia del dopoguerra e il regime fascista.
Nel 1967 fu ancora a Sanremo con Dove credi di andare, abbinato con Memo Remigi. L'anno seguente ottenne la vittoria con Canzone per te in coppia con Roberto Carlos. Per la prima volta vinceva il Festival di Sanremo un esponente della scuola cantautorale, così critici e opinione pubblica non poterono evitare di accostare l'evento al tragico frangente che solo l'anno prima aveva investito il festival a seguito della morte di Luigi Tenco. Secondo alcune interpretazioni la vittoria di Endrigo fu anche un riconoscimento postumo alla memoria e all'arte di Tenco.

Lo stesso anno Endrigo partecipò anche all'Eurovision Song Contest con Marianne.

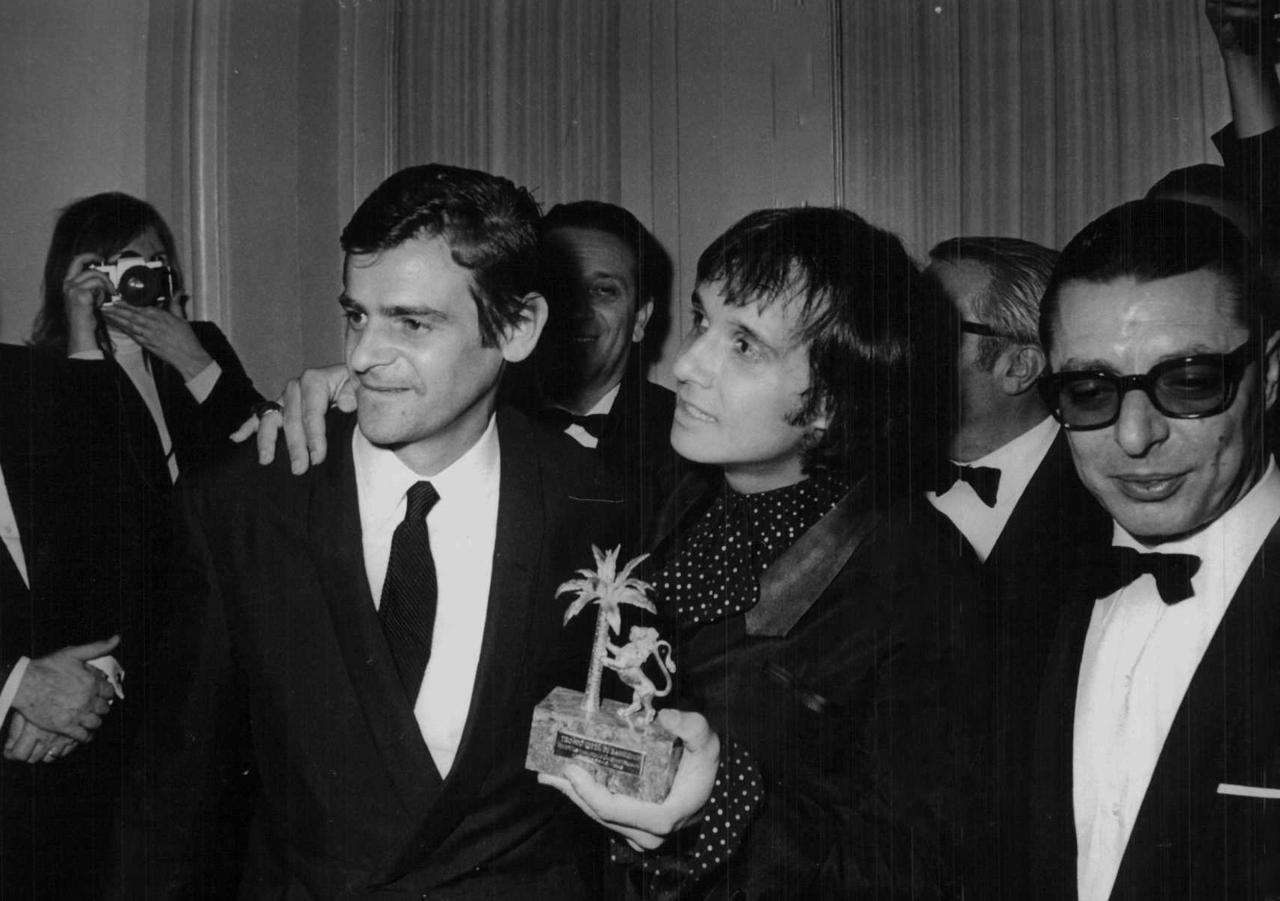
Sergio Endrigo e Roberto Carlos Braga durante la premiazione al Festival di Sanremo 1968

Il nuovo LP del 1968, sempre intitolato Endrigo, comprendeva oltre alla canzone vincitrice di Sanremo e Marianne, classici come La colomba, Il primo bicchiere di vino, Dove credi di andare, Anch'io ti ricorderò, Perché non dormi fratello, Il dolce paese, Il treno che viene dal Sud. Nel 1969 Endrigo giunse secondo a Sanremo, cantando in coppia con la britannica Mary Hopkin la sua Lontano dagli occhi. L'anno successivo si classificò terzo con L'arca di Noè, cantata assieme a Iva Zanicchi.
Di minore riscontro fu la sua sesta partecipazione consecutiva nel 1971, quando si posizionò undicesimo con Una storia, abbinato con i New Trolls che ne diedero una versione in stile rock progressivo. Endrigo tornò quindi a calcare il palcoscenico sanremese nel 1973 con Elisa Elisa, nel 1976 con Quando c'era il mare e un'ultima volta nel 1986, con Canzone italiana, che a differenza di tutte le altre con le quali aveva gareggiato in passato, non era scritta da lui ma da Claudio Mattone.

### Canzoni per bambini

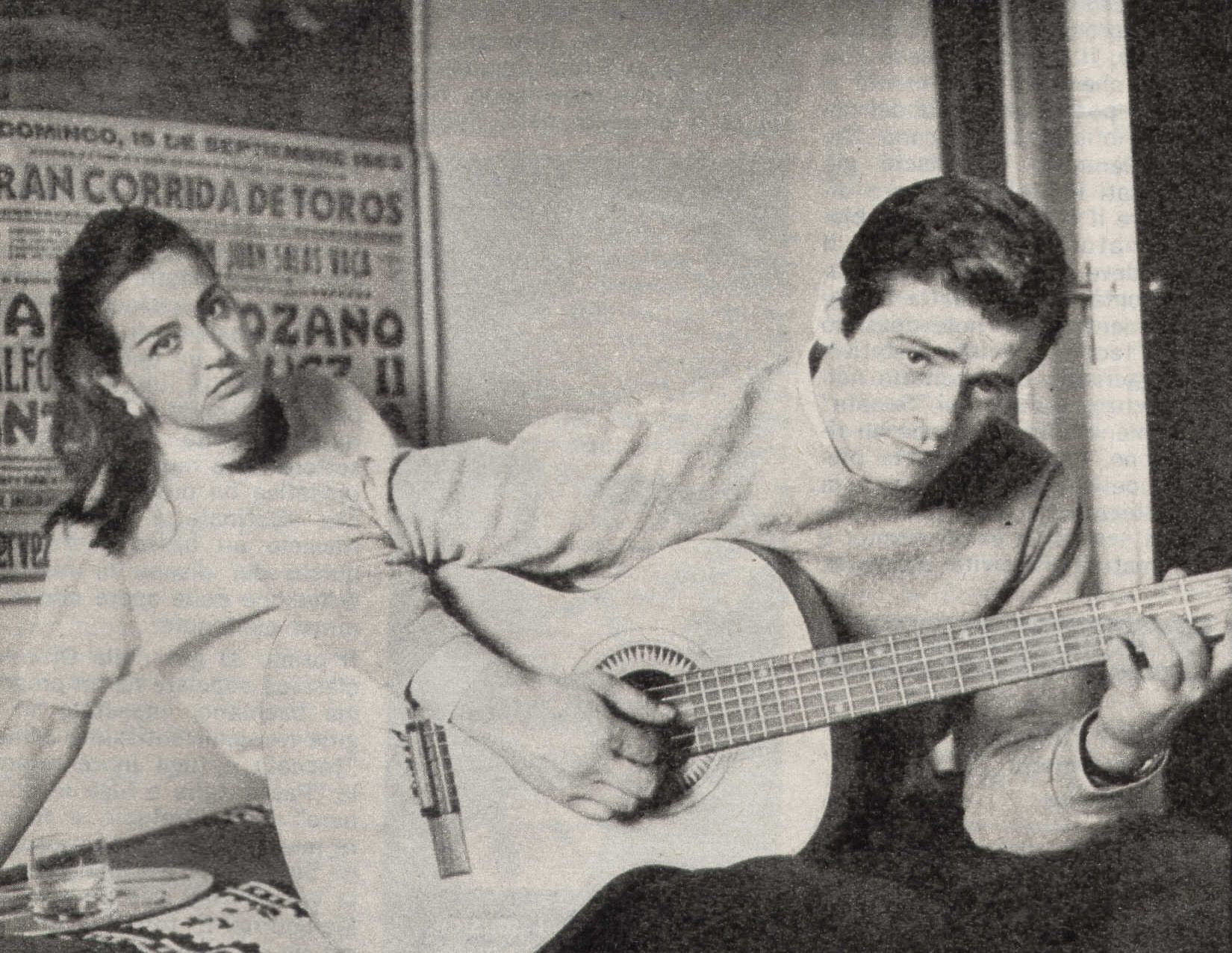
Sergio Endrigo con la moglie Maria Giulia Bartolocci (Lula) nel 1968

Endrigo interpretò anche alcune canzoni per bambini come La casa (testo e musica originali di Vinícius de Moraes, tradotta da Sergio Bardotti), contenuta nell'album La vita, amico, è l'arte dell'incontro (1969): quest'ultimo venne inciso con i due poeti Vinícius de Moraes e Giuseppe Ungaretti (che nel disco recita alcune liriche di Vinicius da lui tradotte) e musicisti come il chitarrista brasiliano Toquinho, Maurizio De Angelis, il batterista Enzo Restuccia e Giovanni Tommaso. Sempre con la collaborazione di Vinicius incise nel 1972 un disco di canzoni per bambini dedicate agli animali, L'Arca, con la partecipazione in alcune canzoni di Marisa Sannia, Vittorio De Scalzi dei New Trolls e dei Ricchi e Poveri: tra queste La papera, La pulce ma soprattutto la celebre Il pappagallo.
Due anni dopo mise in musica, con la collaborazione di Luis Bacalov, alcune poesie per bambini appositamente scritte da Gianni Rodari per l'album Ci vuole un fiore, la cui canzone omonima divenne popolarissima presso il pubblico infantile oltre che un successo discografico a 45 giri. Celebri i versi "Per fare un tavolo ci vuole il legno, / per fare il legno ci vuole l'albero, / ... per fare tutto ci vuole un fiore", ma celebri sono rimaste anche Un signore di Scandicci, Napoleone e Mi ha fatto la mia mamma (una sorta di velata educazione sessuale).

### La morte

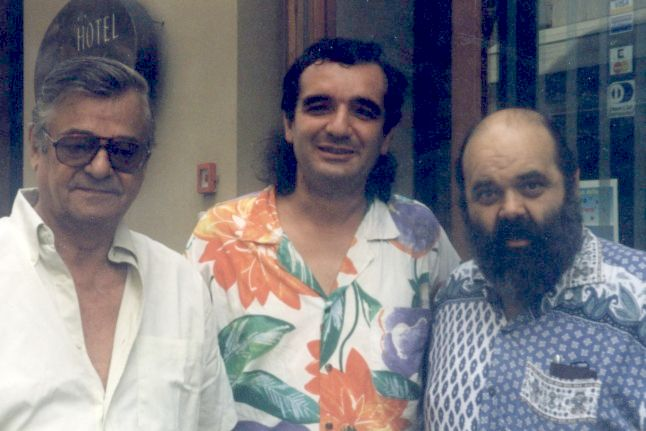
Sergio Endrigo insieme a Vito Vita dei Powerillusi e a Francesco Di Giacomo del Banco del Mutuo Soccorso, a Loreto nell'agosto 1999, prima di uno spettacolo tenutosi la sera a Recanati e dedicato a Giacomo Leopardi

Sergio Endrigo partecipò a una tournée in Brasile nel 2000: questa fu la sua ultima tournée.
Morì a Roma il 7 settembre 2005 all’età di 72 anni, a causa di un cancro ai polmoni che gli era stato diagnosticato alcuni mesi prima. È sepolto a Terni, nella tomba di famiglia.

## Filmografia
- Questi pazzi, pazzi italiani, regia di Tullio Piacentini (1965)
- Z2 operazione Circeo, regia di Alberto Cavallone (1966) - film TV
- Tutte le domeniche mattina, regia di Carlo Tuzii (1972) - film TV
- Il cielo è sempre più blu, regia di Antonello Grimaldi (1996)

## Omaggi e cover
- Amália Rodrigues incise nel 1975 un'ispirata versione fado di "Canzone per te" nell'album "Amália in Italia" (Columbia). Il brano divenne popolare al punto di essere stato integrato nel repertorio comune frequentato dai fadisti. Nel 2020 Katia Guerreiro e Sara Correia la riproposero a duetto in uno dei tantissimi eventi organizzati dal governo del Portogallo e la RTP (TV pubblica portoghese) in occasione dei 100 anni della nascita della diva lusitana.
- I Gufi hanno inciso nel 1966 una versione della canzone di Endrigo La guerra nel loro Il teatrino dei Gufi n°. 2. Mina cantò, nel suo disco del 1968 intitolato Le più belle canzoni italiane interpretate da Mina, la celeberrima Io che amo solo te. Gli Aphrodite's Child incisero per la Mercury (1969) un 45 giri, tutto in italiano ma diffuso anche all'estero, comprendente Lontano dagli occhi (insieme a Quando l'amore diventa poesia). Il disco, con indicazione del numero di serie e immagine di copertina, è compreso nella discografia mondiale del sito italiano di Demis Roussos. Gli stessi la eseguirono poi in una puntata dello stesso anno di Speciale per voi, la popolare trasmissione di Renzo Arbore.
- Marisa Sannia nel 1970 ha inciso un intero album tributo, intitolato Marisa Sannia canta Sergio Endrigo... e le sue canzoni[11] (CGD); in esso interpreta Canzone per te, Girotondo intorno al mondo, Il treno che viene dal sud, Io che amo solo te, Mani bucate, Adesso sì, Perché non dormi fratello? e Come stasera mai. Dalida, nel 1973, incise la versione francese di Elisa Elisa col titolo di Julien (33T - Sonopresse 39 706). Orietta Berti nella compilation Premiatissima del 1984 cantò Io che amo solo te. Enrico Ruggeri nel suo disco di cover Contatti del 1988 ha interpretato Canzone per te.
- Franco Simone ha interpretato Io che amo solo te nel suo album Respiro nel 1976.
- Franco Battiato nell'album Fleurs del 1999 ha omaggiato il cantautore istriano con due suoi brani: Aria di neve e Te lo leggo negli occhi; successivamente, in Fleurs 2 del 2008, ha interpretato Era d'estate. Nel 2001 il Club Tenco gli ha dedicato la sua annuale rassegna. Canzoni per te - Dedicato a Sergio Endrigo, il CD che documenta l'evento, venne pubblicato l'anno seguente da Ala Bianca. Tra i molti artisti presenti spiccano Bruno Lauzi (Via Broletto 34 e La rosa bianca), Enzo Jannacci (Io che amo solo te), Roberto Vecchioni (Madame Guitar), Marisa Sannia (Mani bucate) e Il Parto delle Nuvole Pesanti, che propose una canzone meno nota, Lorlando.
- Claudio Baglioni nell'album Quelli degli altri tutti qui del 2006 ha omaggiato Endrigo cantando Io che amo solo te e Canzone per te. Fiorella Mannoia ha inserito nel suo doppio CD raccolta Canzoni nel tempo del 2007 Io che amo solo te, canzone proposta a sua volta da Gianluca Grignani in alcune apparizioni televisive.
- Nell'album postumo del 2007 della cantautrice italiana Giuni Russo, dal titolo Para Siempre, la cantante ha reinterpretato alcuni successi nazionali e internazionali tra cui Io che amo solo te.
- Nel suo album Un'altra me del 2008, la cantante romana Syria ha interpretato Momenti, un inedito di Endrigo musicato da Cesare Malfatti dei La Crus. Morgan ha inserito nell'album di cover Italian Songbook Volume 1 (2009) la canzone Lontano dagli occhi e la sua traduzione in inglese If Ever You Are Lonely.
- Ospite del Festival di Sanremo 2010, Elisa ha omaggiato Sergio Endrigo fornendo una sua interpretazione di Canzone per te.
- Dal 2013 anche Danilo Sacco, in veste di solista, ha portato ai suoi concerti una versione molto particolare e orecchiabile di Io che amo solo te.
- Nel 2014 la cantautrice senese Gianna Nannini ha reinterpretato Lontano dagli occhi e Io che amo solo te nel suo album Hitalia.
- Nel 2015 il cantautore tarantino Diodato, vincitore della 70ª edizione del Festival di Sanremo, ha reinterpretato Canzone per te nel suo album di cover italiane A ritrovar bellezza.
- A settembre del 2015, in occasione del decennale della scomparsa dell'artista, la rivista Musica Jazz, con il benestare della figlia Claudia[12], pubblica un CD intitolato Momenti di jazz, con alcune canzoni di Endrigo arrangiate in chiave jazz e interpretate da vari artisti[13], tra cui Ornella Vanoni, Stefano Bollani, Rossana Casale, Joe Barbieri, Syria, Bungaro, Grazia Di Michele, David Riondino, Barbara Errico, Bruno Lauzi e Ares Tavolazzi.[14]
- Canzone per te viene interpretata al Festival di Sanremo 2020 da Bugo e Morgan causando, secondo quest’ultimo, la definitiva rottura tra i due cantanti a causa della cattiva interpretazione di Bugo.[15]
- A Terni, città di nascita della moglie di Endrigo e dove la coppia è sepolta, si svolge con cadenza annuale dal 2012 l'iniziativa Tributo a Sergio Endrigo. Ogni anno viene invitato un artista a riproporre i brani di Sergio Endrigo. In questi anni, edizione dopo edizione, si è costruito un evento di provato successo grazie alla partecipazione di artisti di primissimo livello nel panorama musicale italiano e molto seguiti dal pubblico da Simone Cristicchi (nel 2012 concerto alla Cascata delle Marmore) a Francesca Michielin (nel 2015 Concerto in Piazza della Repubblica) da Morgan (nel 2016 Concerto al Parco Archeologico di Carsulae) a Dolcenera (Concerto in piazza Europa) e al maestro Beppe Vessicchio (incontro con il pubblico) e Giovanni Caccamo e il critico musicale Dario Salvatori e infine Enrico Ruggeri  nel 2020 nel fantastico scenario della Cascata delle Marmore.
- Nel 2021 esce per l'etichetta lavocedelledonne il doppio album "Il Giardino di Sergio" dove numerosi artisti rileggono numerose sue canzoni.
- Nel 2021 il cantautore Peppe Voltarelli ha reinterpretato La prima compagnia nel suo album Planetario.[16]

## Controversie
Endrigo ebbe un lungo confronto in sede giudiziaria con Luis Bacalov per il tema del film Il postino (1994), del tutto simile alle note di Nelle mie notti, una canzone scritta da Endrigo con Riccardo Del Turco nel 1974. Bacalov vinse per il film l'Oscar alla migliore colonna sonora. La causa si è conclusa nel settembre del 2013 con il riconoscimento da parte di Bacalov della co-paternità musicale del brano assieme a Endrigo, Del Turco e al paroliere Paolo Margheri. Sembrò una sorta di risarcimento postumo alla figura di Endrigo, con l'ammissione morale del contributo della sua opera dell'ingegno per il conseguimento dell'Oscar. Tuttavia il brano del film "Il postino" contenuto nell'album di Andrea Bocelli non porta la firma di Endrigo. A quella di Bacalov si aggiungono quelle di Del Turco e Margheri (più quella del paroliere Marco Marinangeli): quindi l'accettazione e la condivisione che la colonna sonora premiata dall'Oscar è nata da una costola del brano "Nelle mie notti", ma sorprendentemente senza più il nome di colui che lo incise e ne rivendicò tenacemente la paternità.

## Cooperazioni
Il cantautore legò gli anni della sua maturità al comune abruzzese di Rocca San Giovanni, località della Costa dei Trabocchi dove usava passare gran parte delle vacanze estive. Questa località nel 2008 gli ha dedicato un'apposita manifestazione estiva.
Nel corso degli anni riallacciò i rapporti con la sua città natale. A Pola e alla tematica dell'esodo istriano dedicò una struggente canzone dal titolo 1947, in seguito cantata da Endrigo anche in lingua friulana, nell'adattamento creativo realizzato per lui da Alberto Zeppieri, tra i soci fondatori della rassegna friulana di musica d'autore "Canzoni di Confine". Fin dagli anni sessanta, Endrigo partecipò ad alcune manifestazioni musicali in Jugoslavia, divenendo amico del celebre cantautore croato Arsen Dedić.
Fu anche interprete di alcuni fotoromanzi e del film Tutte le domeniche mattina di Carlo Tuzii (1972).
Alighiero Noschese propose una sua imitazione nella quale ballava contornato da ballerine vestite da vedova. Endrigo non gradì e ha raccontato di essersi lamentato vivacemente della cosa con Sergio Bernardini.

## Discografia

### Album
- 1962 – Sergio Endrigo (RCA – PML 10322)
- 1963 – Endrigo (RCA – PML 10368)
- 1966 – Endrigo (Cetra – LPB 35032, ristampato nel 1970 con stesso numero di catalogo)
- 1968 – Endrigo (Cetra – LPB 35033)
- 1969 – La vita, amico, è l'arte dell'incontro (Cetra – LPB 35037, ristampato nel 1977 per la Serie Special 3000 SFC 151 e nel 1980 per la serie Pellicano PL 518)
- 1971 – Nuove canzoni d'amore (Cetra – LPB 35038)
- 1972 – L'Arca (Cetra – LPB 35044, ristampato nel 1982 per la serie Pellicano PL 625)
- 1973 – Elisa (Fonit Cetra LPB 35048 – ristampato nel 1977 col numero di catalogo SFC 145 per la Serie Special 3000)
- 1974 – La voce dell'uomo (Ricordi – SMRL 6140)
- 1974 – Ci vuole un fiore (Ricordi – SMRL 6145)
- 1975 – Dieci anni dopo (Ricordi – SMRL 6173)
- 1976 – Canzoni venete (Ricordi – SMRL 6179)
- 1976 – Alle origini della mafia (Ricordi – SMRL 6198)
- 1977 – Sarebbe bello... (Vanilla – OVL 2007)
- 1978 – Donna mal d'Africa (Vanilla – OVL 2010)
- 1979 - Exclusivamente Brasil (Philips – 6349 428)
- 1981 – ...e noi amiamoci (Fonit Cetra – LPX 95)
- 1982 – Mari del sud (Fonit Cetra – LPX 111)
- 1986 – E allora balliamo (RCA Talent – PL 70985)
- 1988 – Il giardino di Giovanni (New Enigma Records – 2 NEM 47303)
- 1993 – Qualcosa di meglio (Grd – 508 321-2)
- 1996 – Il meglio (D.V. More Record – CD DV 5982, raccolta di successi riarrangiati e ricantati)
- 2003 – Altre emozioni (D'Autore – DA1013, ristampato nel 2005 da Rai Trade RTP0084-RAT0167882)
- 2004 – Cjantant Endrigo dut par furlan/Cantando Endrigo in lingua friulana (Numar Un – N1 SE 1-04)

## Opere letterarie
- Quanto mi dai se mi sparo?, prefazione di Gianni Minà, Lugano, Monaflat, 1995; Roma-Viterbo, Stampa alternativa-Nuovi equilibri, 2004. ISBN 88-7226-813-3.
- L'Endrigo allegro. Le barzellette agrodolci di Sergio Endrigo, prefazione di Franco Migliacci, Roma-Viterbo, Stampa alternativa-Nuovi equilibri, 2006. ISBN 978-88-7226-922-0.